# Elizabeth Comyn
Elizabeth Comyn (verheiratet Talbot und Bromwych) († 20. November 1372) war eine englische Adlige.

## Herkunft und Erbe

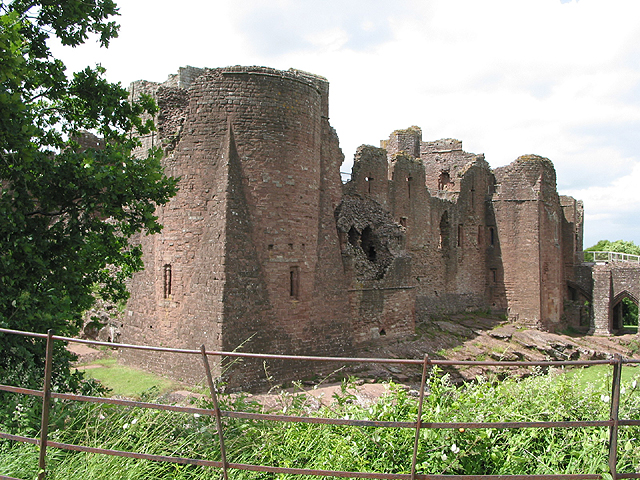
Die Ruine von Goodrich Castle, das Elizabeth Comyn 1325 den Despensers übergeben musste

Elizabeth Comyn entstammte der Familie Comyn, einer anglo-schottischen Adelsfamilie. Sie war eine Tochter von John III. Comyn, Lord of Badenoch und von dessen Frau Joan de Valence. Ihr Vater hatte Ansprüche auf den schottischen Thron und wurde 1306 von Robert Bruce ermordet. Nachdem ihr Bruder John IV. Comyn 1314 in der Schlacht von Bannockburn gefallen war, wurde sie zusammen mit ihrer Schwester Joan zur Erbin der Besitzungen der Familie Comyn in Schottland und England. Allerdings waren die schottischen Besitzungen der Familie von Robert Bruce, der als Robert I. schottischer König geworden war, beschlagnahmt worden. Dazu war Elizabeth als Tochter von Joan de Valence eine Miterbin ihres Onkels Aymer de Valence, 2. Earl of Pembroke, der 1324 ohne ehelichen Nachkommen starb. Nach seinem Tod wurde sein Landbesitz unter den Töchtern seiner Schwestern Joan und Isabel aufgeteilt.

## Aneignung ihres Erbes durch die Despensers
Trotz der Aufteilung des Erbes war Elizabeth immer noch eine potentiell reiche Erbin. Die junge Frau erregte deshalb die Aufmerksamkeit der beiden Despensers, der dominierenden Günstlinge des englischen Königs Eduard II. Ursprünglich hatten sie wohl geplant, Elizabeth mit Hugh, den ältesten Sohn des jüngeren Despenser zu verheiraten, denn Elizabeth hatte bereits vor dem Tod ihres Vaters auf einem Gut der Despensers gelebt. Nachdem der Earl of Pembroke jedoch gestorben war und die Despensers nach dem Tod von John Hastings, einem weiteren Erben von Pembroke, die Vormundschaft von dessen Sohn Lawrence erhielten, wollten sie diesen mit einer Tochter des jüngeren Despenser verheiraten. Sie sorgten nun dafür, dass das Erbe von Pembroke ungleich zu Lasten von Elizabeth und zum Vorteil von Lawrence Hastings aufgeteilt wurde, denn da dieser noch ein Kind war, würde er noch lange unter der Vormundschaftsverwaltung der Despensers stehen. Dann verwarfen sie den Plan, Elizabeth mit dem jungen Despenser-Erben zu verheiraten. Stattdessen bedrängten sie sie, ihnen ihre ererbten Besitzungen zu übergeben. Aus Angst, lebenslang Gefangene der Despensers zu sein, überließ sie am 8. März, nach anderen Angaben am 20. April 1325 dem älteren Hugh Despenser das Gut von Painswick in Gloucestershire und dem jüngeren Hugh le Despenser Goodrich Castle in Herefordshire. Als Vorwand für diese Übergabe diente eine Schuld von £ 20.000, die Elizabeth angeblich gegenüber den Despensers hatte. Schließlich zwangen sie Elizabeth auch noch zur Übergabe des Gutes Swanscombe in Kent. Der königliche Richter John Bousser, der mit den Despensers verbündet war, war eigens für die Übertragung der Besitzungen angereist und bezeugte dies. Diese Erpressung machten die Despensers möglicherweise aus Rache, weil der verstorbene Earl of Pembroke während des Despenser War 1321 das Exil der Despensers befürwortet hatte. Obwohl Elizabeth nun ihres Erbes beraubt war, behielten die Despensers sie weiter in ihrer Gewalt.

## Heirat mit Richard Talbot, Rückerlangung ihres Erbes und zweite Ehe
Im Jahre 1326 endete die Herrschaft von Eduard II. und die Despensers wurden als Verräter hingerichtet, womit Elizabeth freikam. Vor Februar 1327 wurde sie mit Richard Talbot verheiratet, dem Sohn eines Ratgebers des neuen Königs Eduard III. Talbot gelang es anschließend, von der Krone den Erbteil seiner Frau aus den Besitzungen des Earl of Pembroke und von der Familie Comyn zurückzufordern. Nach dem Tod ihres Mannes 1356 heiratete sie zwischen dem 21. Februar 1357 und dem 16. Februar 1360 in zweiter Ehe Sir John Bromwych'.

## Nachkommen
Aus ihrer Ehe mit Richard Talbot hatte sie mindestens einen Sohn, der ihr Erbe wurde:
- Gilbert Talbot, 3. Baron Talbot (um 1332–1387)